# Borland Enterprise Server
A Borland Enterprise Server, más néven Borland Application Server vagy röviden BES a Borland cég Java EE alkalmazásszervere volt. A terméket 1999-ben fejlesztették ki a volt Visigenic cég csapatával, akiket 1997-ben vásárolt fel a Borland. A Borland Java Studiója állítólag szorosan integrálva volt a BES-sel és a JBuilderrel, de a valóságban ez az integráció soha nem történt meg. A BES kompatibilitási problémákkal küszködött még a saját termékeikkel is (JDataStore, OptimizeIt). A kereskedelmi minőségű és akár még érettebb nyílt forráskódú alkalmazásszerverek megjelenése, mint pl. a JBoss, nem tette a BES-t túl vonzóvá majd később alkalmatlanná, hogy versenyezzen az előbbiekkel. 